# Nomad: en personlig resa genom civilisationerna
Nomad: en personlig resa genom civilisationerna är en självbiografi av författaren Ayaan Hirsi Ali som publicerades 2010 på svenska.  
I boken är Hirsi Ali mycket kritisk till islam samt mångkulturalism och menar att de möjliggör extremism, och framför det kontroversiella förslaget att moderata kristna kyrkor bör sträva aktivt efter att konvertera troende muslimer.
Hon har en tydlig islamkritik av hur islam skapar personligt lidande och hindrar den muslimska världen från att utvecklas. Barndomens religion har gjort henne till ateist och varm anhängare av upplysningsidealen och den klassiska liberalismens försvar av individens rätt att forma sitt eget liv.
Boken har hyllats av Christopher Hitchens, John Lloyd och Richard Dawkins och är uppföljaren till en tidigare självbiografi vid namn: En fri röst: min självbiografi.